# 宮崎神社 (安芸高田市)
宮崎神社（みやざきじんじゃ）は、広島県安芸高田市にある神社。

## 祭神

### 主祭神
品陀和気命、市寸島比売命、多紀理比売命、多岐都比売命。

### 相殿神
天照大御神、息長帯比売命、帯中津日子命、大穴牟遅神、建御雷之男神、大山津見神。

## 由緒
1350年（観応元年）、毛利師親が室町幕府の命により石見国の佐和善四郎の討伐の際、江の川渡河先陣に際して、相模国の宮崎庄の八幡宮に武運長久を祈願して奮戦し、軍功をたてた。これを八幡宮の加護とし、宮崎庄より勧請して、現在地に創建したと伝わる。
創建以来、毛利氏の崇敬が厚く、相合村、山部村の氏神として崇敬され、例祭時には、毛利氏の家臣により、流鏑馬が奉納されていた。毛利氏の広島城移城後も、流鏑馬は神事として引き続き行われたが、1945年（昭和20年）以後は、馬を飼育するものが減少し、行われなくなった。